# アサシン クリード オリジンズ
『アサシン クリード オリジンズ』（英: Assassin's Creed Origins）は、ユービーアイソフトより2017年10月27日に世界同時発売されたゲームソフト。アサシン クリードシリーズのメインシリーズ10作目の作品で、2015年に発売されたアサシン クリード シンジケートの次の作品となる。

## 概要
舞台はプトレマイオス朝末期の古代エジプト。物語は自由の追求のために戦うアサシン教団と強力な管理による世界平和を指向するテンプル騎士団の前身である「古き結社」との今後数世紀に渡り繰り広げられる戦いの起源を追っていく。
タイトルの「オリジン（Origin)」は英語で「起源」や「発端」を意味し、12世紀末の第3回十字軍遠征を舞台とするシリーズ第1作よりも古い時代を描いた初めてのシリーズ作品となる。
ゲームシステムは大幅に刷新。新たにレベル制を取り入れたアクションRPGとなっており、敵側にもレベルが存在する。これまでの鷹の目に代わる新システム「アニムス・パルス」と相棒の鷹セヌを操作して敵地を偵察する（敵を発見する/弓で狙うことで、前作にもあったマーキング状態に出来る）といったシステムが追加されている。戦闘システムも大幅に変更され、弱攻撃と強攻撃の使い分けや、装備品によるバフ/デバフが採用されている。
舞台となる古代エジプト地域は完全シームレスのオープンワールドとなっており、スタート時には一部地域に進入制限がかけられているが、ゲームの進行によってこの進入制限は解除され、自由な探索が可能となる。
シリーズ初の「フォトモード」が実装。端的に言えばスクリーンショット撮影モードであり、フォトモード中はゲームが一時停止しゲーム情報等の表示が消え、操作キャラクターを中心とする一定の範囲内で自由に視点を変えて画像を撮影できる。撮影した画像はゲーム内のワールドマップ上で共有できるほか、twitterやfacebookなどソーシャルサイトにも投稿できる。これを記念して発売日の2017年10月27日から11月30日（日本時間）の期間限定でtwitterキャンペーンが開催された。
また発売直前の2017年9月末、戦闘を行なわずにゲーム内マップを散策し、古代エジプト遺跡などの解説を閲覧可能な「ディスカバリーツアー」モードの実装予定が海外向けに発表、10月には日本語化が予定されていることも発表され、2018年2月20日に配信された。

## 登場人物
ディスカバリーツアー対応キャラクターについてはディスカバリーツアーの表記に準じる。声は日本語版での吹き替え声優。

### 主要な登場人物
シワのバエク（Bayek of Siwa）
声 - 福山潤
本作の主人公。シワのバエクは、別名アムンとも呼ばれ、エジプトの最後のメジャイの1人であり、妻のアヤと共に『隠れし者』の共同創設者となった人物である。シワの人里離れた村でメジャイの父サブと農婦の母アーモスのもとに産まれ育ったバエクは、父サブからメジャイの外套を継承し、人々の安全と福祉を守ることに人生を捧げた。また、メジャイの後継者として息子のケムを育てようとしたが、古き結社とシワの宝物庫を死守しようするバエクとの争いの中で殺害されるのだった。古き結社に復讐を誓ったバエクは、メジャイの任務を放棄し、妻アヤと共にケムの死に関わった者すべてを暗殺していった。その過程で、彼らは追放された女王クレオパトラ7世と同盟を組んだことで、結社の影響力が想定よりも遥かに強大であったことを知る。
プトレマイオス13世に対するアレクサンドリア戦争に巻き込まれる中、アヤの導きに従い、そして彼女の指示する女王クレオパトラ7世のメジャイとして行動を開始した。しかし内戦の終結後、クレオパトラと彼女の同盟者であるガイウス・ユリウス・カエサルは、古き結社に同調しバエクとアヤを裏切る。このことが、バエクとアヤが同盟者を集め、秩序と戦い、平和と自由を守ることを誓う秘密の組織である『隠れし者』を結成するキッカケとなったのである。アヤは組織の支部を創るためにバエクと別れてローマへ旅立つのだった。
彼は自身の残りの人生を懸けて、エジプト内での組織の拡大に尽力した。それはエジプトの新しい支配者ローマの抑制と残虐行為に苦しめられる民を救い、自身の哲学を広め、信条とその厳格な教義を考案し、無実の命を傷つけることはしないというものだった。
Bayekとは「鷹」を意味するヒエログリフより。ただし正確な発音は不明で、発表初期には「バヤク」と言うカナ表記も見られた。
息子と重ねていて、同年代の子どもに優しく、依頼では子供のお願いごとを良く聞いたり、子供が犠牲になると感情を露わにする。また、圧制者や権力の傘に横暴を取る者や盗賊に強い嫌悪を持つ。特に暴君として君臨するプトレマイオス13世に対しては強い憎悪を感じている。クレオパトラも一時的に手は結んだものの、プトレマイオス王朝の一員であることから、必要以上に信頼しなかった。
アレクサンドリアのアヤ（Aya of Alexandria） / アミュネット
声 - 沢城みゆき
アミュネットことアレクサンドリアのアヤは、夫でシワのメジャイであったバエクと共に、『隠れし者』の共同創設者となった人物である。彼女は、スパルタ王レオニダス1世の孫娘であるスパルタの傭兵カサンドラと、ダリウスの息子ナタカスの息子であるエルピディオスの子孫であった。
隠れし者を創設する前、アヤはエジプトの王位継承争い真っ只中のクレオパトラ7世の代理人を務めた。また同時に、彼女は息子ケムを手に掛けた古き結社に対し復讐を画策。紀元前48年頃に、夫バエクが結社の一員であるルジェクとメデュナムンを狩っている間、彼女もまたアレクサンドリアにて結社所属の2名、アクタイオンとクテソスを暗殺した。アヤは当初、若い女王に高い期待を寄せる忠実な家臣であり、アレクサンドリア戦争では重要な役割を果たした。しかしナイル川の戦いの余波で、クレオパトラ7世とその同盟者ガイウス・ユリウス・カエサルは古き結社に味方し、ルシウス・セプティミウスを保護したのである。裏切られたアヤとバエクは、古き結社との戦いを再開するために『隠れし者』を創設し、アヤはバエクと別れてローマに支部を設立しに旅立つのだった。
前44年3月15日、ローマの秩序に対するアヤの戦いは、彼女が個人的にセプティミウスを殺し、そしてカエサルの暗殺を主導したことで最高潮に達した。しかし、彼女のこの行動によって、結果的にはカエサルの養子ガイウス・ユリウス・カエサル・オクタウィアヌスが古き結社とローマ共和国の両方を支配し、ローマ帝国を建国する流れを生んでしまった。この間に、アヤは過去から距離を置くために出生名を放棄することを選び、アミュネットという名前を名乗り始めたのである。
前38年、アミュネットは古き結社の一員ガイウス・ユリウス・ルフィオ率いるローマ軍と戦うため、シナイに旅立った。そのとき一時的にではあるが夫婦は再会を果たした。ルフィオがバエクに暗殺された後、アミュネットはローマに戻ったが、その8年後、彼女は元同盟者のクレオパトラ7世の下を訪問し、オクタウィアヌスとの戦いの敗北を女王に認めさせ自害するよう説得する。このことで、アミュネットはアスプコブラで女王を殺したという伝説が歴史に残ったのである。
ケム（Khemu）
ケムは、メジャイの父バエクと同じくメジャイであった母アヤの元に産まれた人物である。彼は母系を通して、アサシンブレードの最初の使用者であるダリウスとスパルタの伝説的傭兵カサンドラの両方の子孫でもあった。彼は両親と牧歌的な子供時代を楽しんだ。父バエクからは、メジャイの訓練や狩猟などの重要なスキルについて学んでいた。
紀元前49年、古き結社は、アムン神殿地下の宝物庫の解除を父バエクに強制させるために、ケムを人質に取った。バエクはナイフを持って反撃をするが、結社の指導者フラウィウス・メテッルスが受け流したことで、そのナイフの刃がケムの心臓に突き刺さってしまったのである。彼の死は、結果的に隠れし者おいてはアサシン教団創設の発端になったのである。
セヌ（Senu）
セヌは、紀元前1世紀頃にプトレマイオス朝エジプトに生息していた雌のボネリークマタカである。彼女は元メジャイで隠れし者の共同創設者バエクの忠実な友であった。。常にバエクの上空付近を旋回しており、索敵や狩りの手助けなどを行ってくれる。
クレオパトラ7世テア・フィロパトル（Cleopatra VII Thea Philopator）
声 - 雨宮天
豪奢な衣装に身を包んだ妖艶な美女であり、快楽主義的な雰囲気を持つ。。謀略により宮殿を追われたエジプトの王女であり、現王プトレマイオスの実の姉。
自身こそが正当なファラオ（王）であると主張し、元王プトレマイオスを排除し復権するためクレオパトラ派の兵達を率いて各地で行動している。
アヤに崇拝されるが、バヤクから最初から信頼されることはなく、結果として二人を裏切った。また、弟亡き後、王位に就いてからは市民からローマにエジプトを売ったアバズレと陰口を叩かれるなど人気も急落した。
なおクレオパトラについては、過去のシリーズ作品『アサシン クリード II』で「紀元前30年にアミュネットの手で暗殺された」ことが語られていた。
アポロドーロス
声 - 速水奨
槍と盾を携えた精悍な男性兵士。クレオパトラの忠実な側近であり、エジプト各地に潜伏しているクレオパトラ派のまとめ役を担っている。
ガイウス・ユリウス・カエサル（Julius Caesar）
声 - 大塚芳忠
ローマ出身の軍人であり政治家。灰色の髪を短く刈り込んだ妙齢の男で、ローマの将軍であったポンペイウス・マグヌスを追ってエジプトへとやってきていた。
終盤で「古き結社」に懐柔されていたことが判明し、アヤの手引きによりブルータスの手で刺殺される。DLC「The Hidden Ones（隠れし者）」で古き結社の結束を盤石なのものにしたと語られている。
プトレマイオス13世テオス・フィロパトル（Ptolemy XIII Theos Philopator）
声 - 柿原徹也
プトレマイオス13世ことプトレマイオス・テオス・フィロパトルは、紀元前51年から前47年までのエジプトのファラオであり、プトレマイオス朝エジプト後期の王となった人物である。彼はプトレマイオス12世アウレテスことプトレマイオス・ネオス・ディオニューソスと名前不詳の母の息子として産まれた。兄弟姉妹にはクレオパトラ6世（クレオパトラ・トリュファイナ）、ベレニケ4世（ベレニケ・エピファニア）、クレオパトラ7世（クレオパトラ・テア・フィロパトル）、アルシノエ4世（アルシノエ）、プトレマイオス14世（プトレマイオス・フィロパトル）がいる。
父の遺言により7歳で姉クレオパトラ7世と共にエジプトを統治。幼いプトレマイオス13世は宮廷官人のポティヌスらに奉られ、姉を追放しエジプトを統治しようと内戦を起こす。プトレマイオス13世はその後、もう1人の姉アルシノエ4世と共同で統治した。一時は首都アレクサンドリアを掌握しクレオパトラ7世を追放に成功したが、ローマ将軍のグナエウス・ポンペイウス・マグヌスを殺害した事でローマの介入を招き、姉クレオパトラ7世を支持したガイウス・ユリウス・カエサルとのナイル川の戦いにて戦死する。
パシェレンプタ
声 - 赤城進
メンフィスにあるプタハ神殿の大神官。
ポンペイウス
声 - 土師孝也
ローマの将軍。
商人レダ（Reda the Merchant）
遊牧民の孤児。各地を渡り歩きバザール（レアアイテムがランダムに販売される）を開くほか、デイリークエストを依頼する。

### 古き結社
エジプトの影で暗躍する謎の組織。メンバーはエジプト各地に点在しており、それぞれサギやヒツジといった動物の名で呼び合うことで正体を隠している。
『ライオン』 / フラウィウス・メテッルス（Flavius Metellus）
シワの村を襲った5人の仮面の男のひとり。
フラウィウス・メテッルスは、『ライオン』としても知られ、ローマ将軍そして紀元前1世紀半ばにはローマ共和国のクレタとキレナイカ属州の総督をも務めた。ガイウス・ユリウス・カエサルの緊密な同盟者であり、指導者として密かにプトレマイオス朝エジプト内で古き結社を率いていた人物である。
彼は没落した貴族の生まれで、息子がいる名前不詳の女性と結婚していたが、後に裕福な家の娘ポルシア・オレスティッラと再婚した。紀元前49年までに古き結社に加わり、そして指導者の一人まで上り詰めた彼は、結社の仲間と共にシワのアムン神殿の地下にあるイスの宝物庫に出向いた。彼らは、ケムを人質にバエクを捕らえ、宝物庫の扉を開けさせようと試みたが失敗に終る。フラウィウスは、ケムを殺害したことでエジプト最後のメジャイの怨みを買い、自らの人生の終焉を決定づけることになった。後にエデンのリンゴを手にした彼は統治下にあるキレナイカに向かったが、その途中でバエクが立ち塞がった。フラウィウスはリンゴの能力を使用したにもかかわらずバエクの精神力に負け、ドゥアトに連れて行かれるのだった。
『スコーピオン』 / ポティヌス（Pothinus）
シワの村を襲った5人の仮面の男のひとり。
ポティヌスは、『スコーピオン』としても知られ、紀元前1世紀のファラオ・プトレマイオス13世の宦官及び摂政を務めた人物である。少なくとも前50年代初頭から古き結社の一員であるポティヌスは、プトレマイオス12世アウレテスの宮廷で奉仕し、アキッラス、ガニメデス、テオドトゥスと共に王の顧問の一人を務めた。前54年、彼は王と国をローマ共和国の臣下に形作る任務を与えられた。前50年代後半、ポティヌスは王を保護するためにエジプトに駐留するガビニアニの1人であるルシウス・セプティミウスに会い、そして彼にエジプトで上位の地位を与えた。プトレマイオス12世が亡くなると、その息子プトレマイオス13世とその姉クレオパトラ7世がファラオとして即位。この頃、ポティヌスはセプティミウスを結社に導き、2人で活動を始めた。2人のファラオでは姉より弟の方が操りやすいとみなした彼は、プトレマイオス13世を使ってクレオパトラ7世を追放させた。
前49年、ポティヌスは結社の指導者フラウィウス・メテッルスに同行してシワの宝物庫を訪れた。その時ケムの殺害に関わってしまったことを悔いた彼は、バエクに復讐された際にも結社のその時の行いに対し遺憾の意を示していた。
『サギ』 / ルジェク
シワの村を襲った5人の仮面の男のひとり。
バエクの復讐の最初のターゲットとなり、スネフェルの屈折ピラミッド内部でバエクの手により殺害された。
素性についてはあまり描かれていないが、ニトリアという鉱山街に妻がいる。
『トキ』 / メデュナムン
シワの村を襲った5人の仮面の男のひとり。
神官であり、襲撃事件の後にプトレマイオスの命によってシワのアムン神殿の監督を任されている。冷酷かつ非道な性格で、兵士を使った暴力を笠にシワの人々を苦しめ続けている。
『ジャッカル』 / ルシウス・セプティミウス
シワの村を襲った5人の仮面の男のひとり。
『ハゲワシ』 / アクタイオン
アヤが仮面の男たちの行方を追っていた最中にアレクサンドリアで遭遇。素性を探っているうちに彼がハゲワシである証拠が見つかったため、アヤによって殺害された。
『ヒツジ』 / クテソス
仲間であったハゲワシを殺したのがアヤであることを突き止め、報復のために彼女をアレクサンドリアまで追跡したが、返り討ちに合い殺害された。
『カバ』 / エウドーロス
アレクサンドリアで暮らす王室書記官。当初は彼が村を襲撃した5人のひとり『ヘビ』だと思われていたが、後に『ヘビ』とは「古き結社」そのものを指しており、実際には『カバ』であったことが判明している。
『スカラベ』 / タハルカ
レトポリスという砂に埋もれた街で発掘作業の監督をしている剛健な大男。現在では廃墟同然のレトポリスを復興させるという大義を掲げる一方、「自分の死後も後世に残るような建造物を作る」という目的のためなら肉親であろうと躊躇なく犠牲にする非道さを持っている。
『ハイエナ』 / カリセト
砂漠が広がるギザの地を縄張りにしている人物。人々を襲ってはドラクマ（当時のエジプトでの通貨）やシリカを集めて回っているらしい。
その正体は娘を失ったことで狂ってしまった女性であり、結社に協力し人々を襲っていたのも、死んだ娘を蘇らせるという野望に執着しての現実逃避的な行動であった。
『トカゲ』 / ヘテピ
エジプトの首都メンフィスに潜み、呪いによって街全体を蝕んでいると噂されている人物。実際に彼の存在が知られるようになってからメンフィスでは街中に悪臭が立ち込め、病に倒れる者が頻出しているという。

### 現代編の人物
レイラ・ハサン（Layla Hassan）
声 - 田中敦子
現代編の主人公でアブスターゴ社員。歴史調査部門に所属。自力で開発した携行型アニムスとバエクのミイラのDNAを使い、バエクの記憶へダイブする。
アニムス計画参加に異常な執着を見せるが、ルールを平然と無視したり、自分を批判した者に報復を仄めかしたり人格ごと批判し返すなど自分本位かつ唯我独尊な性格をしており、その性格が起こす数々の問題行動が原因でスカウト早々に懲戒処分を受けていた。そのため、レイラの素行と性格を危険視した上層部によってアニムス計画から意図的に遠ざけられているが、レイラ自身は自分に原因があることへの自覚は一切持ち合わせていない。
ディアナ・ギアリー
声 - 水野恵理子
レイラのパートナーでアブスターゴ社の医務官。バエクの墓所から離れた場所でレイラの体調管理をしており、ゲーム中では姿を見せない。
最終的にアブスターゴ兵の襲撃を受け射殺された。
なお過去のシリーズ作品『アサシン クリード IV ブラック フラッグ』において、現代編主人公が入手する機密資料の一つに、被験者から遺伝子採取を行なったアブスターゴ社の看護師として同名の人物が登場する。
ウィリアム・マイルズ（William Miles）
声 - 石塚運昇
デズモンド・マイルズの父親。
アサシンである。
姿を見せるのは『アサシン クリード III』以来となるが、デズモンドの死後もアサシンとして現場で活動を続けている。

## その他
ギザの大ピラミッド内の隠し部屋
本作の発売から6日後の2017年11月2日（日本時間）、ギザの大ピラミッドを調査研究している国際研究チームが、ピラミッド内に未知の巨大空間を発見したことを発表した。巨大空間の発見は素粒子を用いた透視調査によるもので、発見時点で詳細な形状や進入経路などは判明していない。
このニュースを受け、ユーザーから同ピラミッド（ゲーム内表示では「クフの墓」）内部にこの巨大空間の実装を希望する声が上がったが、類似する隠し部屋が既に実装済みであることを海外メディアkotakuが報じた。実装済みの隠し部屋は、フランスの建築家ジャン＝ピエール・ウーダンが唱えたピラミッド建設過程の仮説のひとつを採用したもので、実際の隠し部屋が将来発見されることを期待して実装したものとのこと。ジャン＝ピエール・ウーダンは本作の開発にも協力している。
ディスカバリーツアーの彫刻修正
ディスカバリーツアーにおいて、マップに置かれた彫像に貝殻が貼り付けられているのが判明し問題となっている。
彫像の乳房や男性器はゲーム本編（18歳以上のみ対象）においては露出しているが、教育機関での利用が想定されたディスカバリーツアーではこれらに貝殻が貼り付けられ見えなくされている。